# زحمت‌آباد (عنبرآباد)
زحمت‌آباد (عنبرآباد)، روستایی از توابع بخش اسماعیلی شهرستان عنبرآباد در استان کرمان ایران است.

## جمعیت
این روستا در دهستان حسین‌آباد (عنبرآباد) قرار دارد و براساس سرشماری مرکز آمار ایران در سال ۱۳۸۵، جمعیت آن زیر سه خانوار بوده‌است.